# Isla Conejo (Malvinas)
No confundir con Isla Conejito
La isla Conejo (en inglés: Rabbit island) es una isla del archipiélago de las Malvinas, que se encuentra ubicada en aguas de la bahía 9 de Julio, al noroeste de la isla Gran Malvina, a 51°33′S 60°30′O / -51.550, -60.500.
La isla es administrada por el Reino Unido como parte del territorio de ultramar de las Islas Malvinas y junto con todo el archipiélago, es activamente reclamada por la República Argentina, que la hace parte del departamento Islas del Atlántico Sur dentro de la provincia de Tierra del Fuego, Antártida e Islas del Atlántico Sur.